# Stentjärnåsens naturreservat
Stentjärnåsens naturreservat är ett naturreservat i Härjedalens kommun i Jämtlands län.
Området är naturskyddat sedan 2024 och är 307 hektar stort. Reservatet ligger vid södra stranden av sjön Lossen omkring toppen av Stentjärnåsen. Det består av en gammal grannaturskog. 